# Koor van het Jaar
Koor van het Jaar was een driejaarlijkse wedstrijd voor amateurkoren in Vlaanderen, ingericht door Koor&Stem, die meer dan 800 aangesloten amateurkoren telt, in samenwerking met de televisiezender Canvas. Het werd beschouwd als de meest prestigieuze koorwedstrijd in Vlaanderen. De wedstrijd was geïnspireerd op de Britse koorwedstrijd Choir of the Year. De finale van de zesde en laatste editie  van de wedstrijd vond plaats in april 2011.
De eerste wedstrijd liep in 1997-1998. Een aantal koren die zich hebben onderscheiden, bijvoorbeeld in provinciale wedstrijden, werden uitgenodigd voor de audities. Daarna volgden de halve finales en ten slotte de finale in Studio 4 van het Flageygebouw voor een internationale jury. Een compilatie van de finales werd daarna uitgezonden op Canvas.
Van de koren werd niet enkel muzikale kwaliteit vereist, maar ook dat ze zich onderscheidden in de presentatie of scenische uitwerking van de koormuziek. Ook moesten ze aandacht besteden aan hedendaagse en Vlaamse koormuziek. De wedstrijd bekroonde een koor als Koor van het Jaar. Daarnaast waren er laureaten in verschillende categorieën zoals kinderkoren, jeugdkoren en volwassenenkoren.

## Laureaten
- 1997-1998 Koor van het Jaar : Cantando onder leiding van Luc Anthonis
  - Laureaat Kinderkoren: Con Spirito o.l.v. Jos Decloedt
  - Laureaat Jeugdkoren: Rondinella o.l.v. Rudy Van der Cruyssen
  - Laureaat Volwassenenkoren: Cantando o.l.v. Luc Anthonis
- 1999-2000 Koor van het Jaar : Scala onder leiding van Stijn Kolacny
  - Laureaat Kinderkoren: niet uitgereikt
  - Laureaat Jeugdkoren: Scala o.l.v. Stijn Kolacny
  - Laureaat Volwassenenkoren: Capella beatae Mariae ad Lacum o.l.v. Kurt Bikkembergs
- 2002-2003 Koor van het Jaar : Gents Madrigaalkoor onder leiding van Johan Duijck
  - Laureaat Kinderkoren: De Konsinjoorkes o.l.v. Trees Rohde
  - Laureaat Jeugdkoren: Lirica o.l.v. Jos Venken
  - Laureaat Volwassenenkoren: Gents Madrigaalkoor o.l.v. Johan Duijck
- 2005-2006 Koor van het Jaar : Makeblijde onder leiding van Filip Haentjes
  - Laureaat Kinderkoren: niet uitgereikt
  - Laureaat Jeugdkoren: Gynaika o.l.v. Godfried Van de Vyvere
  - Laureaat Volwassenenkoren: Makeblijde o.l.v. Filip Haentjes
- 2008-2009 Koor van het Jaar : Camerata Aetas Nova onder leiding van Dieter Staelens
  - Laureaat Kinderkoren: kinderkoor Waelrant o.l.v. Marleen De Boo
  - Laureaat Jeugdkoren: Cantilene o.l.v. Luc Anthonis
  - Laureaat Volwassenenkoren: Camerata Aetas Nova o.l.v. Dieter Staelens
- 2010-2011 Koor van het Jaar : Clari Cantus o.l.v. Michiel Haspeslagh
  - Laureaat Jeugdkoren : Clari Cantus
  - Er werd geen laureaat volwassenenkoren aangeduid.